# Stade nabeulien (basket-ball)
Maillots
Le Stade nabeulien est un club tunisien de basket-ball basé à la ville de Nabeul dans la région du cap Bon. Avec vingt titres à l'échelle nationale, il est le deuxième club le plus couronné de l'histoire du basket-ball en Tunisie.

## Histoire
La ville voit la création de sa première association spécialisée en basket-ball en 1937 : la Jeunesse sportive nabeulienne où joue Abdelkader Kerkeni, l'un des premiers Tunisiens à avoir pratiqué ce sport. En 1943, Hédi Fathallah prend l'initiative de créer la section de basket-ball du Stade nabeulien. Celle-ci joue un rôle important pour le développement de ce sport dans la région. Avec la création de l'Association sportive d'Hammamet et de l'Union sportive El Ansar, une compétition régionale est régulièrement organisée à partir de 1947. L'équipe du Stade nabeulien, constituée de Slaheddine Tabban, Moncef Salman, Isaac Valensi, Hédi Ben Sedrine et Hédi Marzougui, s'octroie continuellement le titre sans gagner aux barrages nationales.
Après huit ans en division d'honneur (1950-1958), le club finit par réintégrer la Nationale en 1959 grâce à Hédi Marzougui (entraîneur-joueur), Di Malta, Ernest Haddad ou encore René Caminiti. Puis, avec le renfort des jeunes Mohammed Rezig et Habib Garaali, les Nabeuliens remportent leur premier championnat de Tunisie en 1963. Ce titre est à la fois déclencheur d'un engouement populaire de la ville pour le basket-ball et d'une réussite exceptionnelle, avec de nombreux titres remportées dans toutes les catégories, y compris au niveau arabe.
Le 30 mars 1997, guidé par Mounir Garali, l'équipe bat les Égyptiens de Zamalek (60-55) et offre à la Tunisie son premier titre de champion arabe de basket-ball.
En 2008, malgré des doutes en cours d'année et deux changements d'entraîneurs, l'équipe remporte le championnat avec trois victoires en finale contre la Jeunesse sportive kairouanaise et la coupe de Tunisie face à l'Étoile sportive de Radès. À l'issue de la coupe d'Afrique des clubs champions organisée à Sousse, le Stade nabeulien prend la quatrième place après avoir perdu la demi-finale contre le Primeiro de Agosto (56-79) et le match pour la troisième place contre l'Atlético Sport Aviação (55-60).
Durant le tournoi Houssem-Eddine-Hariri au Liban, en octobre 2009, le Stade nabeulien prend la première place de la Poule A avec trois matchs remportés et sans une défaite. En demi-finale, l'équipe est éliminée par les Libanais du Champville SC (85-95). Un an plus tard, le Stade nabeulien participe à nouveau au tournoi et se classe troisième de la Poule A avec trois défaites et une victoire; il est éliminé après la phase de poules.
En 2010, le Stade nabeulien s'empare de son huitième et dernier titre de champion de Tunisie en s'imposant face à l'Étoile sportive du Sahel dans le cadre du troisième match de la série de la finale des super play-offs (70-66). Après avoir perdu la première manche face au tenant du titre, les camarades de Nizar Knioua parviennent à renverser la situation. Pour la même saison, le Stade nabeulien soulève la coupe de Tunisie et décroche ainsi le troisième doublé de son histoire.
En 2015, le Stade nabeulien perd la finale de la coupe de la Fédération contre la Jeunesse sportive kairouanaise.
En décembre 2020, le Stade nabeulien retrouve l'ambiance des finales mais perd le titre de la coupe de la Fédération face au club d'Ezzahra Sports (68-69 a. p.) à la salle de Bir Challouf à Nabeul.
Lors du championnat de Tunisie 2020-2021, l'équipe prend la troisième place (choisie par la Fédération tunisienne de basket-ball).
Au terme du championnat 2021-2022, le Stade nabeulien remporte la troisième place contre l'Étoile sportive de Radès en quatre matchs (79-75/83-94 à Radès et 92-74/79-73 à Nabeul).
Au terme de la saison 2023-2024, le club prend la dernière place du play-out et se voit relégué en Nationale 1.
Lors de la saison 2024-2025, le Stade nabeulien remonte sans défaite en Nationale A, battant en finale l'Association sportive d'Hammamet en deux matchs (81-71 à Hammamet et 65-47 à Nabeul).

## Palmarès
| National | International |
| --- | --- |
| - Championnat de Tunisie (8) : - Champion : 1963, 1975, 1989, 1992, 1996, 2006, 2008, 2010 - Coupe de Tunisie (12) : - Vainqueur : 1966, 1973, 1980, 1990, 1993, 1996, 1997, 2004, 2007, 2008, 2009, 2010 - Finaliste : 1967, 1968, 1979, 1987, 1991, 1994, 2003, 2006, 2011, 2013 - Championnat de Tunisie D2 (1) : - Vainqueur : 2025 - Super Coupe de Tunisie (0) : - Finaliste : 2004 - Coupe de la Fédération (0) : - Finaliste : 2015, 2020 | - Coupe arabe des clubs champions (1) : - Vainqueur : 1997 - Finaliste : 1993 - Coupe nord-africaine des clubs (1) - Vainqueur : 1953 - Championnat maghrébin des clubs (0) : - Finaliste : 1989 |

## Anciens joueurs
- Habib Belhassen
- Seif Ben Maati
- Aymen Bouzid
- Hamdi Braa
- Naim Dhifallah
- Hamza Foudhaili
- Bechir Hadidane
- Mohamed Hadidane
- Nizar Knioua
- Amine Maghrebi
- Kelvin Matthews
- Georgi Mladenov
- Efe Odigie
- Ryan Richards
- Amine Rzig
- Mahdi Sayeh
- Mike Taylor
- Aymen Trabelsi
- Ahmed Trimech
- Caleb Walker